# Lecithocera sceptrarcha
Lecithocera sceptrarcha är en fjärilsart som beskrevs av Edward Meyrick 1920. Lecithocera sceptrarcha ingår i släktet Lecithocera och familjen Lecithoceridae. Inga underarter finns listade i Catalogue of Life.